# La Saison des goyaves
Pour plus de détails, voir Fiche technique et Distribution.
La Saison des goyaves (Mùa ổi) est un film franco-vietnamien de Đặng Nhật Minh sorti en 2000.

## Synopsis
A Hanoï, un homme d'une cinquantaine d'années, Hoa, travaille comme modèle pour les étudiants des Beaux-Arts. Doux et bon, il semble aveugle aux mesquineries du monde et aux personnes qui profitent de sa gentillesse. 
Un jour, alors qu'il était entré dans le jardin d'une maison, les policiers le capturent et l'emmènent. Lorsque sa sœur Thuy vient le chercher, on apprend qu'ils avaient passé leur enfance dans cette maison, à l'ombre du goyavier. 
Hoa retourne à cette maison, mais cette fois, Loan, la fille du propriétaire, âgée de 22 ans, se prend d'amitié pour lui et le laisse entrer. Thuy vient s'excuser auprès d'elle, mais Loan lui demande de raconter l'histoire de cette maison. Une histoire liée à l'histoire du pays…

## Fiche technique
- Scénario : Dang Nhat Minh, d’après sa nouvelle L'Ancienne Demeure
- Réalisation : Đặng Nhật Minh
- Photo : Vu Duc Tung
- Musique : Dang Huu Phuc
- Durée : 1h40
- Titre original : Mua Oi
- Pays :  Viêt Nam
- Année : 2000

## Distribution
- Bai Binh Bui : Hoa
- Lan Huong Nguyen
- Thu Thuy Pham
- Thi Huong Thao Le